# Fornos de Maceira Dão
Fornos de Maceira Dão es una freguesia portuguesa del concelho de Mangualde, con 16,20 km² de superficie y 1.360 habitantes (2001). Su densidad de población es de 84,0 hab/km².